# Крупка мурова
Крупка мурова (Draba muralis) — вид рослин з родини капустяних (Brassicaceae), поширений на Мадейрі, у Марокко, Алжирі, Європі, Туреччині, Грузії.

## Опис
Однорічна трав'яниста рослина 8–50 см заввишки. Стеблові листки зазвичай зубчасті, обгортають основу стебла. Пелюстки білі, 1.2–2 мм довжиною. Стручечки еліптичні, до 7 мм довжиною.

## Поширення
Поширений на Мадейрі, у Марокко, Алжирі, Європі, Туреччині, Грузії.
В Україні вид зростає на кам'янистому ґрунті, в горах Криму, рідко.

## Галерея

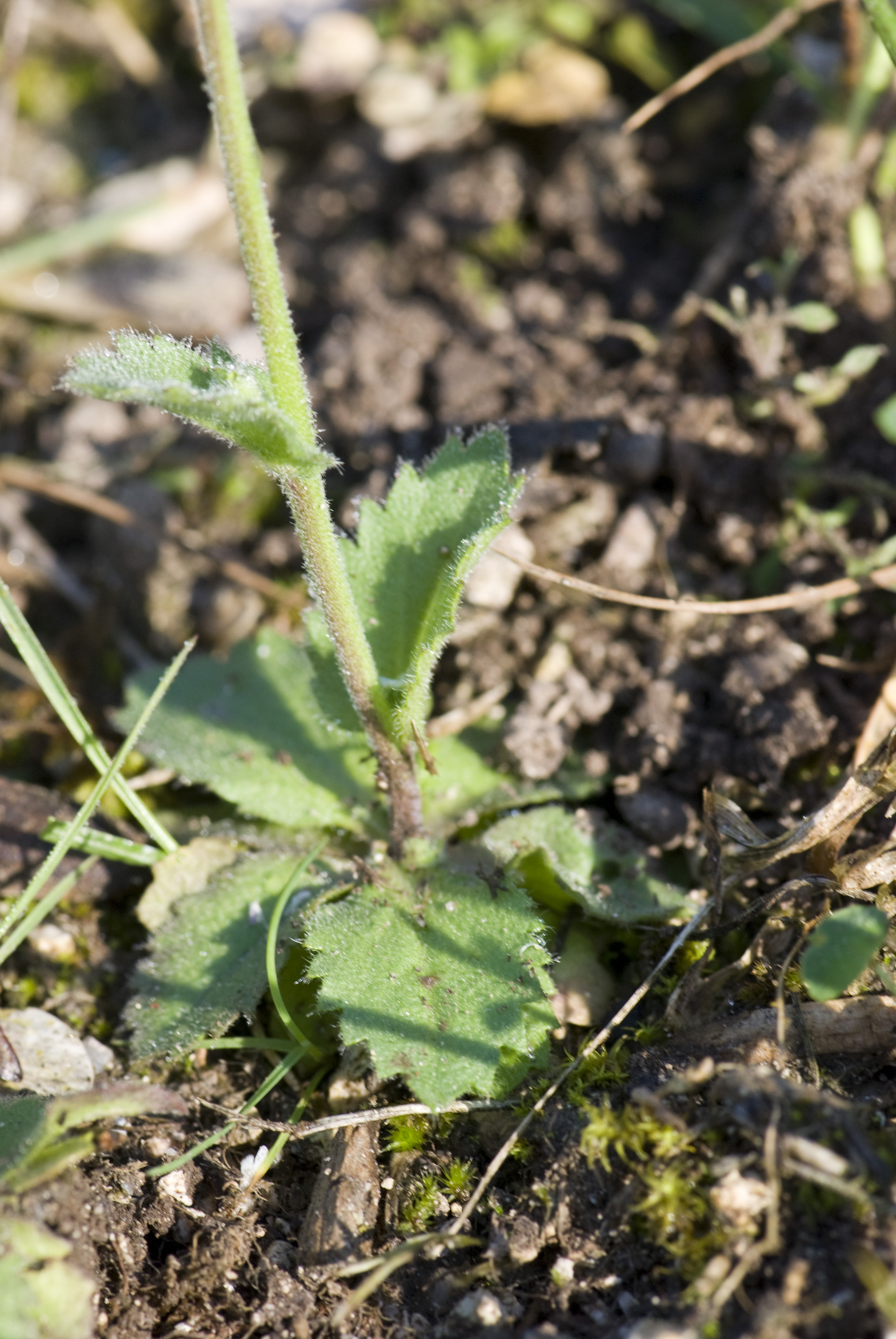
листки
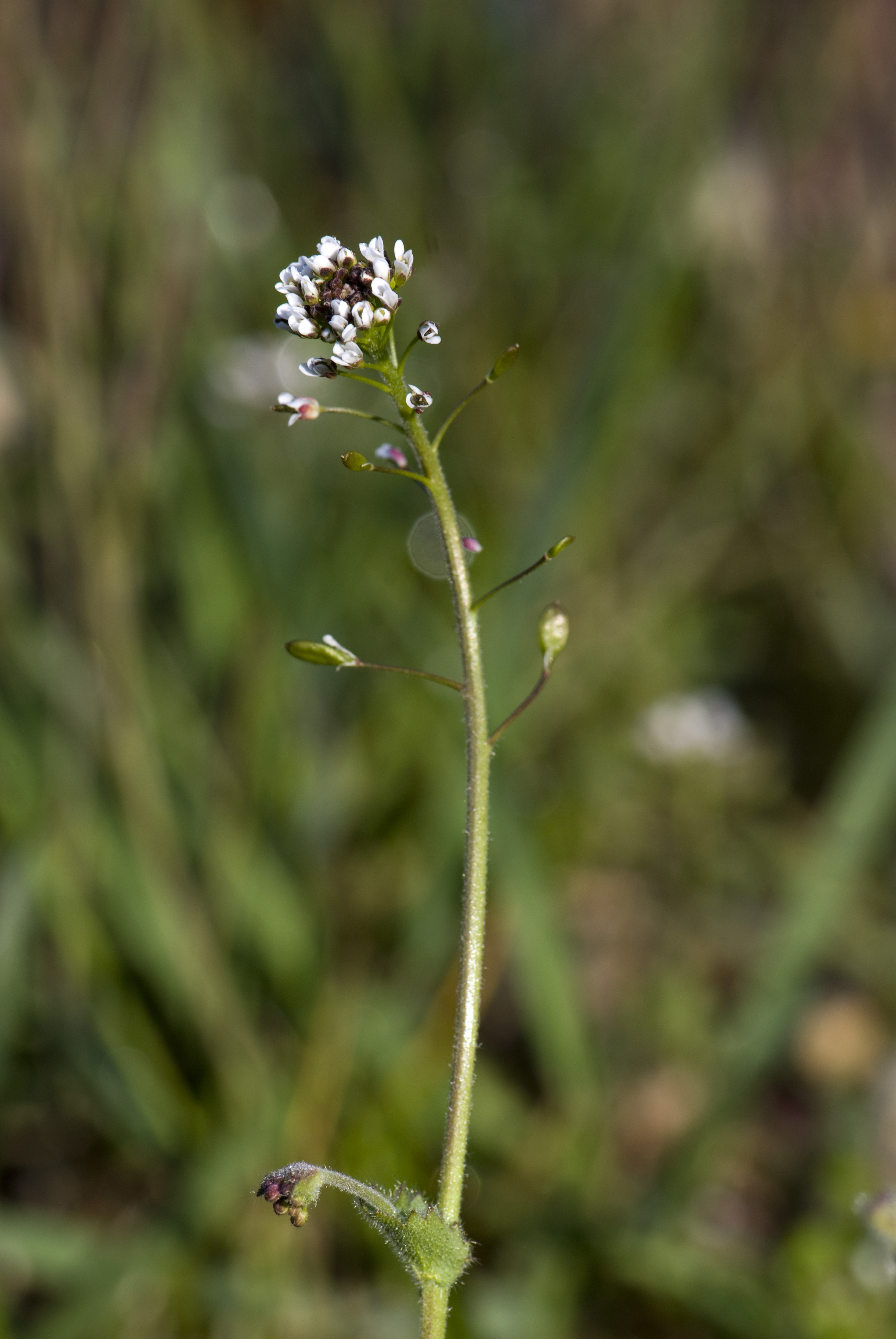
квіти й плоди
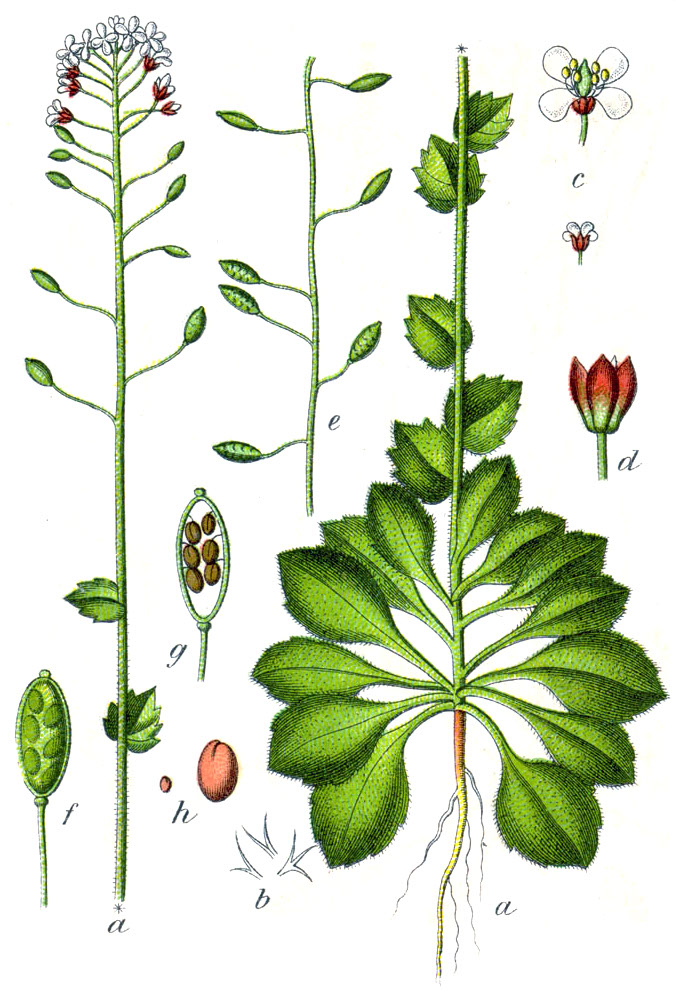
ілюстрація